# Phyllis Bray
Phyllis Bray (* 30. August 1911 in Norwood, West London; † 12. Dezember 1991 in Hampstead) war eine britische Malerin, Grafikerin und Illustratorin. Während ihrer künstlerischen Karriere stellte sie in der Royal Academy of Arts und in führenden Londoner Kunstgalerien aus.

## Leben
Phyllis Bray wurde am 30. August 1911 in Norwood im Westen Londons geboren. Ihr Vater, William de Bray, war ein britischer Diplomat und ehemals als Attaché am Hof von Maria Fjodorowna, der Mutter des russischen Zaren Nikolaus II., tätig gewesen. Bray, die schon als Kind Malerin werden wollte, erhielt ein Stipendium, das ihr von 1927 bis 1931 ein Studium an der renommierten Slade School of Fine Art ermöglichte. Dort war der Maler Henry Tonks ihr Tutor, und sie war seine Lieblingsschülerin. An der Slade School gewann Bray mehrere Preise.
Von 1930 bis 1937 unterrichtete sie nebenbei an einer Abendschule in East London. Dabei lernte sie den siebzehn Jahre ältere Maler John Albert Cooper (1894–1943) kennen, den sie im Alter von 20 Jahren im Sommer 1931 heiratete. Aus dieser Ehe, die bereits nach zwei Jahren geschieden wurde, ging ihre Tochter Philippa hervor. Phyllis und John Cooper zählten zu den Kernmitgliedern der 35 Künstler umfassenden Vereinigung East London Group. Ab 1934 war Bray Mitglied der Künstlergruppe London Group und stellte ihre Werke auch mit dieser aus.
Im Jahr 1938 heiratete Bray ihren zweiten Ehemann, Eric Philipps, mit dem sie zwei Söhne hatte.
Ab Anfang der 1970er Jahre litt Phyllis Bray unter der Parkinson-Krankheit und stellte immer seltener aus. Sie starb am 12. Dezember 1991 im Alter von 80 Jahren in Hampstead.

## Werk
Bereits in den 1920er Jahren hatte Bray damit begonnen, Bücher zu illustrieren. Mehrere große Verlage, einschließlich Oxford University Press und Faber & Faber, erteilten ihr entsprechende Aufträge, darunter auch einige Kinderbücher, die in den 2020er Jahren als Neuauflagen erschienen. Als weitere Auftragsarbeit entstand 1938 ein Plakat für die Verkehrsgesellschaft London Transport mit Werbung für die Tennismeisterschaften in Wimbledon und Werbematerial für große britische Firmen, darunter Shell-Mex & BP und John Lewis Partnership.
Bray wurde vor allem durch ihre Landschaftsbilder, die sie sowohl mit Öl- als auch mit Wasserfarben malte, und durch ihre großflächigen Wandgemälde bekannt. In einem Zeitraum von über 40 Jahren schuf Bray gemeinsam mit dem aus Nazideutschland emigrierten jüdischen Künstler Hans Feibusch zahlreiche Wandmalereien in Kirchengebäuden in ganz Großbritannien.
Als Soloprojekte erstellte sie zudem 1936 die drei Wandgemälde Musik, Drama und Ballet für den New People’s Palace an der Mile End Road in East London, der jetzt zur Queen Mary University of London gehört, sowie ein Wandgemälde für die St Crispin’s Church in Bermondsey.

## Ausstellungen
Brays Arbeiten waren in Gruppen- und Einzelausstellungen unter anderem in den Lefevre Galleries, den Drian Galleries und den Leicester Galleries in London zu sehen sowie auch in der Mignion Gallery in Bath. In den Jahren 1950, 1952, 1955 und 1960 stellte sie in der Royal Academy of Arts aus.
Posthum fand 1998 eine Gedenkausstellung für sie in der Collyer-Bristow-Gallery, der Kunstgalerie einer großen Londoner Rechtsanwaltskanzlei, statt. Werke von Bray befinden sich heute in den Sammlungen der Walker Art Gallery in Liverpool, in der Blackpool Art Gallery und in der Government Art Collection der britischen Regierung.
Die Londoner Beecroft Art Gallery zeigt vom September 2022 bis April 2023 im Rahmen einer Gruppenausstellung mit dem Titel Brothers in Art: Walter & Harold Steggles and the East London Group Werke der führenden Mitglieder der East London Group, darunter auch Arbeiten von Phyllis Bray.

## Trivia
In den 1950er und 1960er Jahren hatte Bray eine Sammlung von wertvollen Schmuckstücken aus dem Mittelalter und der Renaissance aufgebaut, die sie im Dezember 1989 über das Auktionshaus Christie’s verkaufen ließ. Der Verkaufserlös der Sammlung (The Phyllis Phillips Collection of Mediaeval, Renaissance and Later Antique Jewellery), für die ein Verkaufskatalog mit 58 Seiten gedruckt wurde, betrug 576.000 Pfund Sterling.

## Werke (Auswahl)
Ölgemälde
- The Lobster, Öl auf Leinwand (Link zum Bild in der Government Art Collection)
- Boats in a Cave at Moonlight With a Propeller Airplane Flying Overhead (Link zum Bild)
- The Artist’s Garden, Wye Valley (Link zum Bild)
- Still Life With Lilies (Link zum Bild)
- Sitting in the Park (Link zum Bild)
- Landscape – Wye Valley (Link zum Bild)

Wandgemälde
- Musik, Drama und Ballet, New People’s Palace, East London (Foto der Wandgemälde)
- St Crispin’s Church, Bermondsey
- 12 Fresken zur Stadtgeschichte, Newport Civic Centre

Buchillustrationen
- A Traveller in Time von Alison Uttley (Link zum Bild)
- Titania and Oberon von Jo Manton, basierend auf Shakespeares Sommernachtstraum (Link zu einem Bild)